# Chelonomorpha dubia
Chelonomorpha dubia är en fjärilsart som beskrevs av Jordan 1912. Chelonomorpha dubia ingår i släktet Chelonomorpha och familjen nattflyn. Inga underarter finns listade i Catalogue of Life.